# Experimental Mathematics
Experimental Mathematics est une revue scientifique  trimestrielle de mathématiques publiée par la maison d'édition A K Peters jusqu'en 2010, depuis par Taylor & Francis. La revue publie des articles en  mathématiques expérimentales au sens large. En 2021, le rédacteur en chef est Alex Kontorovich (de) (Rutgers University).

## Description
Experimental Mathematics publie des articles originaux présentant des résultats formels inspirés par l'expérimentation, des conjectures suggérées par des expériences, et des données à l'appui d'hypothèses significatives. Un article publié dans Experimental Mathematics doit comporter un certain aspect expérimental et être pertinent pour les mathématiques proprement dites ; ceci fait la différence entre mathématiques expérimentales et mathématiques appliquées.

## Historique
Experimental Mathematics a été créé en 1992 par David Epstein, Silvio Levy et Klaus Peters. C'était la première revue de recherche mathématique à se concentrer sur les mathématiques expérimentales et à reconnaître explicitement leur importance pour les mathématiques en tant que domaine de recherche général. Le lancement de la revue  en 1992 a suscité un certain nombre de commentaires dans la communauté mathématique sur la valeur et la validité de l'expérimentation dans la recherche mathématique,. Certains critiques ont suggéré qu'il soit rebaptisé Journal of Unproved Theorems,. Dans un article publié en 1995 dans les Notices of the American Mathematical Society, Epstein et Levy ont répondu en partie à ces critiques. 
Depuis cette controverse initiale, un certain nombre d'autres revues de recherche en mathématiques pures ont élargi leur couverture des mathématiques expérimentales et de nouvelles revues consacrées en grande partie aux mathématiques expérimentales ont été lancées. Ainsi, en 1998, la London Mathematical Society a lancé le LMS Journal of Computation and Mathematics mais qui a été fermé aux nouvelles soumissions en octobre 2015, et en 2004 le Journal of Algebra a lancé une nouvelle section intitulée « Computational Algebra ».

## Résumés et indexation
La revue est référencée dans Mathematical Reviews et Zentralblatt MATH et est indexée dans le Web of Science.
Son facteur d'impact est 0,659 en 2019, et le SCImago Journal Rank (SJR) est 0,45. Elle est classée dans la catégorie Q2 (deuxième quartile) de SJR.